# Fouad Yaha
Pour les articles homonymes, voir Yaha.

a Compétitions nationales et continentales officielles uniquement.

b Matchs officiels uniquement.
Fouad Yaha, né le 19 août 1996 à Avignon, est un joueur de rugby à XIII français évoluant au poste d'ailier ou de centre avant de changer de code pour le rugby à XV. Après avoir été formé au SO Avignon avec lequel il a disputé le Championnat de France, il incorpore l'équipe « Academy  » des Dragons Catalans et fait ses débuts en Super League en 2015. Il devient international français et dispute la Coupe du monde 2017.
Après quatre saisons aux Dragons Catalans, il décide de changer de code de rugby en signant en rugby à XV pour Agen à 21 ans en 2018. Après quatre rencontres seulement, il revient finalement aux Dragons Catalans en mars 2019.

## Biographie
Né  à Avignon ses oncles ont également pratiqué du rugby à XIII, d'une part Bagdad Yaha avec le Paris Saint-Germain Rugby League, d'autre part Mohamed Amar avec SO Avignon et Lyon-Villeurbanne.
Formé au SO Avignon qu'il découvre à treize ans, Fouad est appelé en équipe de France juniors (moins de seize ans et moins de dix-huit ans). Il dispute le Championnat de France avec Avignon en tant que titulaire avec Tony Gigot et y démontre des qualités physiques et de vitesse supérieures aux autres joueurs. Il désire poursuivre sa progression dans les équipes de jeunes en Angleterre, il passera un mois à Leeds. Toutefois, la création de l'équipe "Academy" des Dragons Catalans (équipe des moins de dix-neuf ans) créée en 2015 change la donne, et Yaha l'intègre. Rapidement, ses qualités sont mises en avant et il est appelé à jouer en Super League avec les Dragons Catalans alors qu'il n'a pas vingt ans.
Lors de la blessure du titulaire Ben Pomeroy, il fait ses débuts le 25 avril 2015 en Super League contre Hull KR et dispute au poste d'ailier cette première saison neuf matchs de Super League pour trois essais inscrits (Castleford et deux contre Warrington), ainsi que les deux matchs de Challenge Cup. En août 2015, il signe son premier contrat pro pour trois ans avec les Dragons Catalans en compagnie de l'autre grand espoir Lucas Albert, devenant les deux premiers joueurs produits par l'équipe "Academy" à intégrer les Dragons Catalans. Il ne dispute toutefois pas la fin de saison en raison d'une blessure à l'épaule. Il déclare au moment de la signature de son contrat : « Je suis très heureux de signer ce contrat. Je me sens bien ici, c’est un grand club et j’espère passer le maximum de temps ici. Tout est allé très vite pour moi cette année. J’ai travaillé dur et je suis très honoré d’avoir la confiance du club même si je sais que je dois continuer à travailler dur pour progresser encore ».
Il est retenu dans la liste des vingt-quatre joueurs sélectionnés pour disputer la Coupe du monde 2017.
En 2019, l'hebdomadaire britannique Rugby Leaguer & League Express lui consacre un article à l'occasion de son excellente performance face à l'équipe des Rhinos de Leeds en Super League : au cours du match, gagné par les Dragons Catalans 26 à 22, il marque quatre essais et se fait remarquer par ses qualités défensives.

## Palmarès
- Collectif
  - Vainqueur de la Challenge Cup : 2018 (Dragons Catalans).
  - Vainqueur de la Coupe de France : 2016 (Saint-Estève XIII catalan).
  - Finaliste de la Super League : 2021 et 2023 (Dragons Catalans).

### Détails en sélection
| 1. | 29 octobre 2017  | Liban          | 18-29 | Coupe du monde | Ailier | - | - | - | - |
| 2. | 3 novembre 2017  | Australie      | 6-52  | Coupe du monde | Ailier | - | - | - | - |
| 3. | 12 novembre 2017 | Angleterre     | 6-36  | Coupe du monde | Ailier | - | - | - | - |
| 4. | 24 octobre 2021  | Angleterre     | 10-30 | Test-match     | Ailier | - | - | - | - |
| 5. | 19 juin 2022     | Pays de Galles | 34-10 | Test-match     | Ailier | - | - | - | - |
| 6. | 17 octobre 2022  | Grèce          | 34-12 | Coupe du monde | Ailier | - | - | - | - |
| 7. | 30 octobre 2022  | Samoa          | 4-62  | Coupe du monde | Ailier | 4 | 1 | - | - |

### Statistiques
| Saison | Saison           | Championnat  | Championnat | Championnat | Championnat | Championnat | Championnat | Championnat | Coupe         | Coupe      | Coupe | Coupe | Coupe | Coupe | Coupe | Sélection | Sélection | Sélection | Sélection | Sélection | Sélection | Sélection |
| Saison | Saison           | Comp.        | Class.      | M           | Pts         | Ess.        | Buts        | Dp.         | Comp.         | Class.     | M     | Pts   | Ess.  | Buts  | Dp.   | Comp.     | M         | Pts       | Ess.      | Buts      | Dp.       |           |
| ------ | ---------------- | ------------ | ----------- | ----------- | ----------- | ----------- | ----------- | ----------- | ------------- | ---------- | ----- | ----- | ----- | ----- | ----- | --------- | --------- | --------- | --------- | --------- | --------- | --------- |
| 2015   | Dragons Catalans | Super League | 7e          | 9           | 12          | 3           | -           | -           | Challenge Cup | 1/4 finale | 2     | -     | -     | -     | -     |           |           |           |           |           |           |           |
| 2016   | Dragons Catalans | Super League | 6e          | 15          | 32          | 8           | -           | -           | Challenge Cup | 1/4 finale | 2     | 8     | 2     | -     | -     |           |           |           |           |           |           |           |
| 2017   | Dragons Catalans | Super League | 12e         | 22          | 32          | 8           | -           | -           | Challenge Cup | 1/8 finale | 1     | -     | -     | -     | -     | CM        | 3         | -         | -         | -         | -         |           |
| 2018   | Dragons Catalans | Super League | 7e          | 8           | 12          | 3           | -           | -           | Challenge Cup | Vainqueur  | 3     | 4     | 1     | -     | -     |           |           |           |           |           |           |           |
| 2019   | Dragons Catalans | Super League | 7e          | 15          | 52          | 13          | -           | -           | Challenge Cup | 1/4 finale | 2     | 8     | 2     | -     | -     |           |           |           |           |           |           |           |
| 2020   | Dragons Catalans | Super League | 1/2 finale  | 11          | 36          | 9           | -           | -           | Challenge Cup | 1/4 finale | 2     | 8     | 2     | -     | -     |           |           |           |           |           |           |           |
| 2021   | Dragons Catalans | Super League | Finaliste   | 22          | 60          | 15          | -           | -           | Challenge Cup | 1/4 finale | 2     | -     | -     | -     | -     |           | 1         | -         | -         | -         | -         |           |
| 2022   | Dragons Catalans | Super League | 1er tour    | 23          | 80          | 20          | -           | -           | Challenge Cup | 1/4 finale | 2     | 16    | 4     | -     | -     | CM        | 3         | 4         | 1         | -         | -         |           |
| 2023   | Dragons Catalans | Super League | Finaliste   | 2           | -           | -           | -           | -           | Challenge Cup | 1/8 finale | 0     | -     | -     | -     | -     |           |           |           |           |           |           |           |
| 2024   | Dragons Catalans | Super League | 7e          | 11          | 8           | 2           | -           | -           | Challenge Cup | 1/4 finale | 1     | -     | -     | -     | -     |           |           |           |           |           |           |           |
| 2025   | Dragons Catalans | Super League |             |             |             |             |             |             | Challenge Cup | 1/2 finale | 2     | 8     | 2     | -     | -     |           |           |           |           |           |           |           |